# 第一建設工業
第一建設工業株式会社（だいいちけんせつこうぎょう）は、新潟市中央区に本社を置く鉄道施設の工事を中心とする建設会社（地方ゼネコン）である。
鉄道省の請負目的で創業した経緯から、現代に至るまで鉄道工事に強みを持ち、現在も東日本旅客鉄道（JR東日本）とつながりが深い。

## 事業所
- 本店 - 新潟市中央区八千代1丁目4番34号
- 新潟支店 - 新潟市中央区八千代1丁目4番34号
- 秋田支店 - 秋田県秋田市中通四丁目17番12号一建ビル
- 仙台支店 - 仙台市青葉区五橋一丁目6番6号（五橋ビル）
- 東京支店 - 東京都台東区東上野1丁目7番15号(野村不動産東上野ビル)
- 長野支店 - 長野市中御所4丁目4番18号

## 沿革
- 1942年（昭和17年）9月 - 鉄道省新潟鉄道局所管区域内における鉄道土木及び建築工事の請負を事業目的として新鉄工業株式会社を設立
- 1944年（昭和19年）6月 - 商号を新潟鉄道工業株式会社に変更
- 1949年（昭和24年）10月 - 建設業法により建設大臣登録(イ)第257号を取得
- 1950年（昭和25年）8月 - 商号を新鉄工業株式会社に変更
- 1950年（昭和25年）8月 - 事業目的を変更して鉄道工事専門会社から、諸官公庁及び民間の土木建築工事の請負に進出
- 1952年（昭和27年）9月 - 経営基盤の強化を図るため鉄道施設工業株式会社を吸収合併
- 1957年（昭和32年）8月 - 商号を第一建設工業株式会社に変更
- 1972年（昭和47年）4月 - 不動産に関する業務を事業目的に追加
- 1972年（昭和47年）10月 - 建設業法の改正に伴い、建設大臣許可（特－48）第1948号を取得
- 1978年（昭和53年）4月 - 東京営業所（東京都台東区）を支店に昇格
- 1982年（昭和57年）10月 - 仙台営業所（仙台市青葉区）を支店に昇格
- 1984年（昭和59年）6月 - 宅地建物取引業法により、宅地建物取引業者として建設大臣免許(1)第3248号を取得
- 1986年（昭和61年）9月 - 名古屋市中村区に名古屋支店を設置
- 1994年（平成6年）8月 - 日本証券業協会に株式を店頭登録
- 2004年（平成16年）12月 - 日本証券業協会への店頭登録を取消し、ジャスダック証券取引所に株式を上場
- 2006年（平成18年）5月 - 名古屋支店を廃止
- 2010年（平成22年）4月 - ジャスダック証券取引所と大阪証券取引所の合併に伴い、大阪証券取引所JASDAQに上場
- 2013年（平成25年）7月 - 東京証券取引所と大阪証券取引所の合併に伴い、東京証券取引所JASDAQ(スタンダード)に上場
- 2022年（令和4年）4月 - 東京証券取引所市場市場再編に伴い東京証券取引所スタンダードに株式を上場

## 保有大型保守用車
モーターカー
- MCR-4型 -　新潟鐵工所
- N-MCR-600 - 新潟鐵工所
- N-MCR-600S - 新潟鐵工所
- MCR-600A - 新潟トランシス
- MCR-601A - 新潟トランシス
- MCR-600B - 新潟トランシス
- TMC400A - 富士重工業株式会社
- TMC400AS - 富士重工業株式会社
- TMC501B - 富士重工業株式会社
- TMC501E - 富士重工業株式会社
- TMC400B - 新潟トランシス
- DMC-500HS - 北陸重機工業
- WD-H28AS - 堀川工機

マルチプルタイタンパー(MTT)
- MTT08-2SX - Plasser＆Theure  (引退済)
- MTT08-475 - Plasser＆Theure
- MTT09-16 - Plasser＆Theure
- MTT09-475 - Plasser＆Theure

バラストレギュレーター(BR)
- KSP2001 - Plasser＆Theure　(引退済)
- KSP2002D - Plasser＆Theure
- KSP2002E - Plasser＆Theure

レール削正車
- RGH-20-C - HARSCO RAIL
- RGH-10-C - HARSCO RAIL

新幹線確認車
- GA-100 - 三菱重工業株式会社
- R600 - 新潟トランシス

トロ
- 鉄製トロ(ホッパ)15T - 高萩製作所
- NTB-17 - 新潟トランシス
- 鉄製トロ10t - 三東株式会社
- 15T-500S - 三東株式会社
- 12M-18T - 三東株式会社
- 12M-30T-S - 三東株式会社
- JIP-22A - 三東株式会社
- JIP-24 - 三東株式会社
- STB-17-B - 三東株式会社
- STB-17-B/S - 三東株式会社
- STB-17B-S - 三東株式会社
- 12M-20T-S - 三東株式会社
- 40T-N - 三東株式会社

投排雪保守用車
- ENR-1000(JR東日本財産機械・一建貸与) - 新潟トランシス